# Turei Iautu
Turei Iautu (22 maggio 1979) è un ex calciatore vanuatuano, di ruolo centrocampista.

## Carriera

### Club
Ha sempre giocato nel campionato di casa.

### Nazionale
Conta 5 presenz con la maglia della propria Nazionale.